# اکولای، یان
اکولای، یان (به فرانسوی: Accolay, Yonne) یک کمون در فرانسه است که در Canton of Vermenton واقع شده‌است.

## خصوصیات
اکولای ۹٫۲۷ کیلومترمربع مساحت و ۴۷۶ نفر جمعیت دارد.